# Beaumont (Puy-de-Dôme)
Beaumont település Franciaországban, Puy-de-Dôme megyében. Lakosainak száma 10 787 fő (2022. január 1.). Beaumont Aubière, Ceyrat, Clermont-Ferrand és Romagnat községekkel határos.

## Népesség
A település népességének változása:
| Lakosok száma | 10 926 | 11 060 | 11 157 | 11 221 | 10 787 | 10 793 | 10 664 | 10 630 | 10 650 | 10 787 |
|               | 2013   | 2014   | 2015   | 2016   | 2017   | 2018   | 2019   | 2020   | 2021   | 2022   |